# Belgische militaire begraafplaats van Rabosée

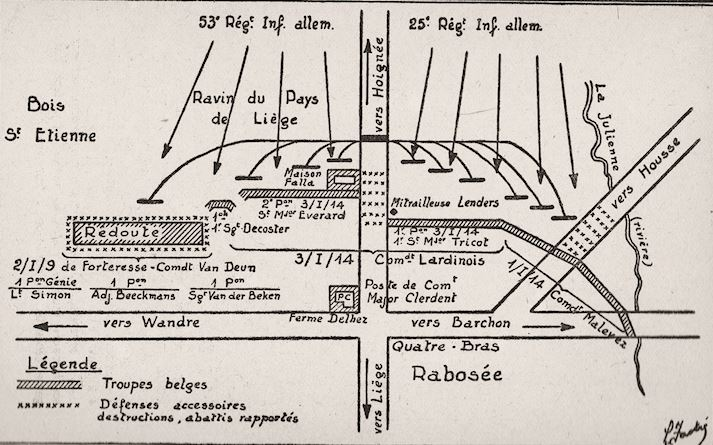
Kaart van de slag bij Rabosée

De Belgische militaire begraafplaats van Rabosée (Frans:Cimetière militaire belge de Rabosée) is een militaire begraafplaats van de Eerste Wereldoorlog, nabij het de tot de gemeente Luik behorende dorp Wandre, gelegen nabij de Rue Bois la Dame.
In de nabijheid van deze plaats hebben 500 Belgische militairen gedurende de nacht van 5 op 6 augustus 1914 stand gehouden tegen een overmacht van 6000 Duitse indringers.
Het kerkhof werd aangelegd in 1925 op de top van de Thier de Wandre als herbegraafplaats voor de verschillende graven die werden aangelegd kort na de gevechten in 1914. Ook de gesneuvelden van Fort Barchon werden hier begraven.
De 213 grafzerken zijn in een halfcirkelvormige opstelling gegroepeerd, met in het middelpunt een monument in kalksteen en euville steen, ontworpen door J. Moutschen, F. Close en A. Fivet. Centraal hierin is een gedenknaald, bekroond door een beeld van de godin Victoria. Voorts zijn er beeldhouwwerken die de slag en de droefheid van de nabestaanden verbeelden.
In 2014 werden 157 bronzen naamplaten van de graven gestolen. Alle platen werden in 2016 vervagen door kunststof platen.

## externe links
- (fr) Fiche onroerend cultureel erfgoed
- Meer foto's
- Informatie over de personen die er begraven zijn